# Amberg (Suábia)
Amberg é um município da Alemanha, situado no distrito da Baixa Algóvia, no estado da Baviera. Tem 10,95 km² de área, e sua população em 2019 foi estimada em 1 473 habitantes.